# Ildar Hafizov
Ildar Hafizov (Taskent, URSS, 30 de enero de 1988) es un deportista estadounidense de origen uzbeko que compite en lucha grecorromana. En los Juegos Panamericanos obtuvo dos medallas, bronce en 2019 y oro en 2023, ambas en la categoría de 60 kg.

## Palmarés internacional
| Representando a Estados Unidos |                  |                   |           |
| Juegos Panamericanos           |                  |                   |           |
| Año                            | Lugar            | Medalla           | Categoría |
| 2019                           | Lima (Perú)      | Medalla de bronce | 60 kg     |
| 2023                           | Santiago (Chile) | Medalla de oro    | 60 kg     |